# Charles Webley Hope
Charles Webley Hope (* 21. April 1829; † 13. Februar 1880) war ein britischer Seeoffizier der Royal Navy, zuletzt im Rang eines Konteradmirals.

## Leben

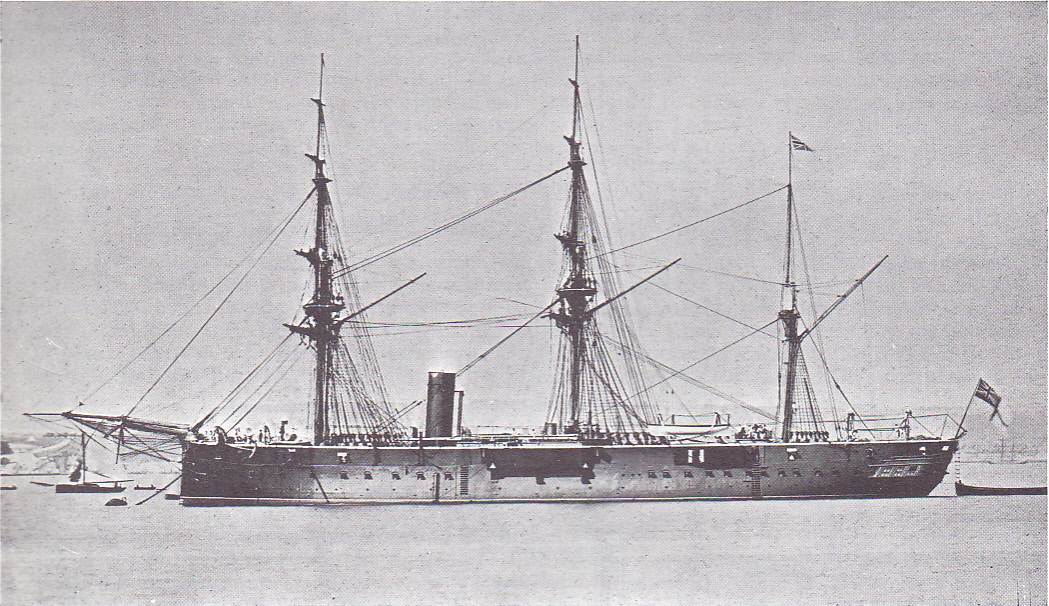
Kapitän zur See Charles Webley Hope war zwischen 1870 und 1871 erster Kommandant (Commanding Officer) des Panzerschiffs HMS Invincible.

Charles Webley Hope entstammte der schottischen Gentry und war entfernt mit den Earls of Hopetoun verwandt. Er war das zweite von drei Kindern und der einzige Sohn von Konteradmiral Charles Hope und dessen Ehefrau Anne Webley-Parry, Tochter von Konteradmiral William Henry Webley-Parry. Nach einer Offiziersausbildung fand er verschiedene Verwendungen als Seeoffizier und Stabsoffizier. Zwischen 1864 und 1869 war er Kommandant (Commanding Officer) der Korvette HMS Brisk, die zum australischen Marineverband (Australia Station) gehörte. Spätestens 1868 war er in den Rang eines Kapitän zur See (Captain) befördert worden. Im Oktober 1870 wurde er erster Kommandant des Panzerschiffs HMS Invincible und behielt dieses Kommando bis November 1871. Anschließend fungierte er zwischen November 1871 und April 1873 als Kommandant des Panzerschiffs HMS Audacious. Im Januar 1875 wurde er Kommandant des Panzerschiffs HMS Resistance und verblieb auf diesem Posten bis Mai 1877.
Am 20. Februar 1873 bis 1. August 1873 diente er als einer der Marine-Adjutanten (Naval Aide-de-camp) von Königin Victoria. Am 7. August 1877 wurde Hope zum Konteradmiral (Rear-Admiral) befördert. Er wurde zuletzt im Februar 1879 Nachfolger von Konteradmiral George Willes als Admiral Superintendent der Königlichen Marinewerft Devonport (H. M. Dockyard, Devonport) ernannt und behielt dieses Amt bis zu seinem Tod am 13. Februar 1880, woraufhin Konteradmiral Charles Thomas Curme seine Nachfolge antrat.
Aus seiner am 23. April 1861 geschlossenen Ehe mit Ellen Evelyn Elizabeth Jordan († 1897) gingen zwei Töchter und sechs Söhne hervor. Zu den Kindern gehörten Charles William Webley Hope, der zeitweise High Sheriff von Cardiganshire war, und Sir George Price Webley Hope, der Admiral und zwischen 1923 und 1926 Präsident des Royal Naval College in Greenwich war. Weitere Söhne waren William Henry Webley Hope, der als Oberstleutnant bei der Royal Artillery diente und Adrian Victor Webley Hope, der als Oberst in der Britisch-Indischen Armee Dienst versah. Die jüngeren beiden Söhne waren John Owen Webley Hope, der als Provinzkommissar in der Kolonie Kenia fungierte, sowie Herbert Willes Webley Hope, ebenfalls Admiral der Royal Navy.